# باکیلی مولوزی
باکیلی مولوزی (انگلیسی: Bakili Muluzi؛ زادهٔ ۱۷ مارس ۱۹۴۳)، یک سیاست‌مدار اهل مالاوی است که از مه ۱۹۹۴ تا مه ۲۰۰۴ میلادی رئیس‌جمهور کشور مالاوی بوده‌است. وی در انتخابات سال ۱۹۹۴ با ۴۷٫۱۵٪ و اخذ ۱٬۴۰۴٬۷۵۴ رأی و در انتخابات سال ۱۹۹۹ با ۵۲٫۳۸٪ و اخذ ۲٬۴۴۲٬۶۸۵ رأی به عنوان رئیس‌جمهور این کشور انتخاب شود.